# Aston Martin Rapide
De Aston Martin Rapide werd in 2006 door het Britse Aston Martin als Rapide Concept getoond op de Detroit NAIAS, een concept van een vierdeurs sportcoupé. Hiermee gaat Aston Martin de strijd aan met de Porsche Panamera en de Maserati Quattroporte. De naam Rapide is afgeleid van de Lagonda Rapide, een sedan die gemaakt werd door het merk Lagonda dat deel uitmaakt van Aston Martin.
De Rapide ontleent de voor het merk typische designelementen aan de succesvolle DB9 en Vanquish. De wielbasis is echter ten opzichte van de DB9 met 30 cm verlengd, zodat er plaats is voor twee extra deuren en volwaardige achterstoelen. Deze zijn elektrisch omklapbaar, waardoor een kofferruimte van 600 liter inhoud ontstaat. De tot 350 kW (477 pk) en 600 Nm opgevoerde V12 stamt eveneens uit de DB9. Dit leidt tot een acceleratie van 0 tot 100 km/h in 5,3 seconden en een topsnelheid van 303 km/h.
Het productiemodel werd in september 2009 getoond op de IAA in Frankfurt.
De Rapide wordt vanaf oktober 2009 geproduceerd bij Magna Steyr in Graz.
Aston Martin heeft de Rapide op de markt gebracht in 2010.

## Technische gegevens
|                            | Rapide                             | Rapide S                           |
| Bouwjaar                   | 2009-2017                          | 2017-2020                          |
| Motorgegevens              |                                    |                                    |
| Cilinders/opstelling       | Twaalfcilinder-V-Motor             | Twaalfcilinder-V-Motor             |
| Kleppen                    | 48                                 | 48                                 |
| Nokkenassen                | 4                                  | 4                                  |
| Motorinhoud                | 5935 cm³                           | 5935 cm³                           |
| Vermogen bij min−1         | 350 kW (476 PS)/6000               | 411 kW (560 PS)/6750               |
| Koppel bij min−1           | 600 Nm/5000                        | 630 Nm/5500                        |
| Krachtoverbrenging         |                                    |                                    |
| Aandrijving                | Achterwielaandrijving              | Achterwielaandrijving              |
| Versnellingsbak            | 6-traps-automaat                   | 8-traps-automaat                   |
| Remmen v/a                 | 390 mm/360 mm (dubbelgeventileerd) | 400 mm/360 mm (dubbelgeventileerd) |
| Velgmaat v/a               | 8,5 × 20/11 × 20                   | 8,5 × 20/11 × 20                   |
| Bandenmaat v/a             | 245/40 R20/295/35 R20              | 245/40 R20/295/35 R20              |
| Maten                      |                                    |                                    |
| Leeggewicht                | 1965 kg                            | 1990 kg                            |
| Tankinhoud                 | 91 l                               | 91 l                               |
| EU-Normverbruik per 100 km | 14,9 l                             | 12,9 l                             |
| Brandstof                  | Super plus                         | Super plus                         |
| 0–100 km/h                 | 5,3 s                              | 4,4 s                              |
| Vmax                       | 303 km/h                           | 327 km/h                           |
| Prijs                      | 270.234 Euro                       | 261.879 Euro                       |